# Карнаух, Николай Николаевич
Карнаух Николай Николаевич (18 октября 1938 года, Макеевка, Донецкой области, Украинская ССР — 16 октября 2010 года, Москва) — советский российский учёный. Директор Открытого института охраны труда, промышленной безопасности и экологии. Доктор технических наук. Лауреат премии Совета Министров СССР (1985).

## Биография
Начал трудовую деятельность на одном из металлургических заводов г. Запорожья в должности инженера. Возглавлял отдел охраны труда в ЦК Профсоюза рабочих металлургической промышленности, избирался секретарем и заместителем председателя профсоюза.
Окончил Днепропетровский металлургический институт по специальности «инженер-механик» в 1965 году.
В перестроечные годы под его руководством профсоюз был преобразован в Федерацию профсоюзов рабочих металлургической промышленности.
С 1993 года работал заместителем председателя Гостехнадзора, затем возглавил кафедру охраны труда Академии труда и социальных отношений. В 2001 году стал первым директором Института охраны труда и экологии академии.
Возглавлял Координационный совет по разработке и внедрению полиэтиленовых технологий в системах газораспределения России.
С 1990 по 1993 год — председатель Федерации профсоюзов трудящихся горно-металлургической промышленности, г. Москва.
С 1993 по 1996 год — заместитель председателя Федерального горного и промышленного надзора России.
С 1996 по 1999 год — заместитель начальника Федерального горного и промышленного надзора России.
- Заместитель руководителя постоянной рабочей группы при Комитете по труду и социальной политике Государственной Думы РФ
- Действительный член (академик) двух международных и двух российских академий.
- Специалист в области промышленной безопасности, охраны труда и систем управления.
- Автор учебников, монографий, учебных пособий, более 200 научных, учебных и практических публикаций
- Автор принципиально новых направлений в области безопасности труда, применения новых технологий в металлургии и газоснабжении
- Международный эксперт, ведущий аудитор IRCA;

Умер 16 октября 2010 года в Москве. Похоронен в Москве на Троекуровском кладбище, участок 20.

## Награды
- Лауреат премии Совета Министров СССР.
- Лауреат премии РАО «Газпром».